# François Delamaire
François-Marie-Joseph Delamaire est un archevêque français, né dans l'ancien 12e arrondissement de Paris le 4 février 1848 et décédé à Cancale le 21 juillet 1913.

## Biographie
Fils d'un bourrelier et tanneur, il choisit la prêtrise. 
Il fut évêque de Périgueux du 5 avril 1901 au 3 septembre 1906, date à laquelle il est nommé archevêque coadjuteur de Cambrai.
Il en fut l'archevêque titulaire quelques mois seulement, du 7 février 1913 à sa mort le 21 juillet suivant.
François Delamaire a été contraint de sanctionner Jules-Auguste Lemire, député du Nord depuis 1893 et fondateur en 1910 de l'hebdomadaire Le Cri des Flandres, mais aussi promoteur des jardins ouvriers à cause de son entrée en politique. François Delamaire connait à partir de 1909 une défaveur de plus en plus marquée de la part de l'administration romaine pour ne pas avoir sanctionné l'abbé Lemire. Au même moment, le patronat lillois, les facultés catholiques, l'Action française, les traditionalistes de la Semaine Religieuse réclament la création du diocèse de Lille qui aura lieu en 1913.
La hiérarchie catholique exigea que dans presque toutes les paroisses flamandes les curés demandent en confession de renier l'abbé Lemire et de ne plus acheter son journal . L’évêque de Lille, Alexis-Armand Charost interdit toute nouvelle candidature politique à l'abbé Lemire, frappé de suspense lorsqu'il se représente en 1914, mais réélu pour la sixième fois. Le pape Benoît XV lèvera la sanction, dès 1916.